# Nisetru

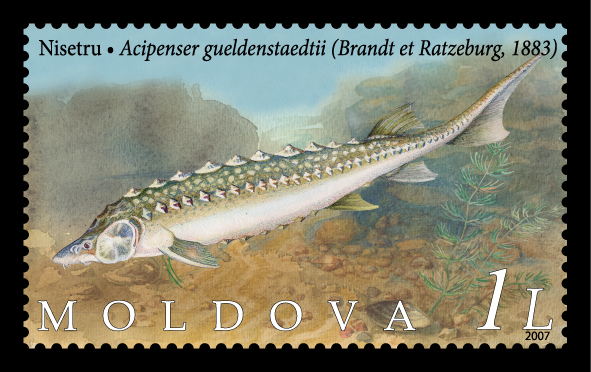

Nisetrul (Acipenser gueldenstaedtii) este un pește marin, bentonic, potamotoc (= anadrom), din familia acipenseride (Acipenseridae) care trăiește în Marea Neagră și Marea Caspică și migrează, pentru reproducere în fluviile care se varsă în ele: din Marea Caspică migrează în Volga, Ural, Cura; din Marea Azov - în Don; din Marea Neagră - în Rion, Nipru, Bug, Nistru și Dunăre. Sunt descrise 3 rase geografice: Acipenser gueldenstaedtii colchicus în bazinul Mării Negre, Acipenser gueldenstaedtii gueldenstaedtii în nordul Mării Caspice și Acipenser gueldenstaedtii persicus în sudul Mării Caspice.
Lungimea obișnuită 1-2 m; maximală 4 m. Greutatea obișnuită 20-30 kg; maximală 115 kg. Femelele sunt mai mari. Poate trăi 50 ani. Are corpul alungit, gros în partea anterioară, comprimat lateral în cea posterioară. Solzi ganoizi există numai în regiunea caudală, în rest corpul este acoperit cu 5 șiruri longitudinale de scuturi osoase: un șir impar dorsal, câte un șir lateral și lateroventral pe fiecare latură. Pielea acoperită cu scutele stelate de diverse mărimi. Capul este complet acoperit de plăci osoase zgrunțuroase. Botul scurt, lat și obtuz cu 4 mustăți pe fața inferioară.  Mustățile sunt nefranjurate și circulare (rotunde) în secțiune,  vârful lor nu atinge buza superioară. Gura mică, inferioară, dreaptă. Dinții lipsesc. Buza superioară puțin despicată la mijloc, iar cea inferioară întreruptă pe distanță mare. Înotătoarea dorsală și anală situate în partea posterioară. Înotătoarea caudală heterocercă, cu doi lobi, unul superior mai mare și altul inferior mai mic. Colorația este foarte variabilă: la unele exemplare, spinarea este neagră-cenușie, la altele - de un verde murdar sau verde închis. Sub linia laterală și pe abdomen e alb murdar.
Adulții se hrănesc în mare cu moluște, crustacee, polichete, mai puțin cu pești; în Dunăre cu larve de efemeroptere și alte insecte, crustacee și pești, mai ales obleț (Alburnus alburnus). Pentru reproducere migrează din mare în fluvii primăvara, din februarie-martie până în mai. Întreprinde migrații în fluvii și toamna, din august-septembrie până în noiembrie, unde rămâne până primăvara viitoare. Locurile preferate pentru pontă sunt cele adânci, cu fund pietros sau nisipos, pe tot cursul Dunării dela guri și până la Porțile de Fier. O femelă depune 70000-800000 icre de culoare cenușie închisă cu un diametru de 3-3,5 mm. După reproducere adulții se întorc în mare. Puietul coboară și el în mare, dar mai încet, în anumite locuri se oprește o perioadă de timp. O parte din pui mai stau în partea de jos a Dunării încă 1-2 ani.
Are importanța economică, fiind pescuit. După cegă, nisetrul are carnea cea mai gustoasă dintre acipenseride. Se consumă proaspătă, sărată sau afumată. Se pregătește și ca marinată. Din spinarea sărată, uscată sau afumată se prepară batogul sau balâcul. Foarte prețuite sunt icrele lui, de culoare cenușie închisă și care se vând proaspete sau tescuite. 